# Lista de deputados estaduais do Espírito Santo da 8.ª legislatura
Esta é a lista de deputados estaduais do Espírito Santo para a legislatura 1975–1979. Nas eleições, foram eleitos 24 deputados estaduais.

## Composição das bancadas
| Partido | Líder         | Bancada | Posição  |
| ------- | ------------- | ------- | -------- |
| ARENA   | Lúcio Merçon  | 15 / 24 | Governo  |
| MDB     | Hélio Manhães | 9 / 24  | Oposição |

## Deputados Estaduais
Estavam em jogo 24 cadeiras na Assembleia Legislativa do Espírito Santo.
| Número | Deputados estaduais eleitos   | Partido | Votação | Percentual | Cidade onde nasceu      | Unidade federativa |
| 15640  | Aldo Alves Prudêncio          | MDB     | 15.313  | 4,29%      | Cariacica               | Espírito Santo     |
| 15551  | Hélio Manhães                 | MDB     | 13.009  | 3,64%      | Cariacica               | Espírito Santo     |
| 15729  | Nyder Barbosa                 | MDB     | 12.852  | 3,60%      | Itaguaçu                | Espírito Santo     |
| 11734  | João Manoel Meneghelli        | ARENA   | 12.433  | 3,48%      | Santa Teresa            | Espírito Santo     |
| 11427  | Emir de Macedo Gomes          | ARENA   | 12.281  | 3,44%      | Remanso                 | Bahia              |
| 11714  | Syro Tedoldi Neto             | ARENA   | 11.992  | 3,36%      | Colatina                | Espírito Santo     |
| 15398  | Max Mauro                     | MDB     | 11.439  | 3,20%      | Vila Velha              | Espírito Santo     |
| 11822  | Juarez Martins Leite          | ARENA   | 10.194  | 2,85%      | Linhares                | Espírito Santo     |
| 11913  | Pedro Leal                    | ARENA   | 10.117  | 2,83%      | Vila Velha              | Espírito Santo     |
| 11252  | Setembrino Pelissari          | ARENA   | 7.819   | 2,19%      | Ibiraçu                 | Espírito Santo     |
| 11190  | Lúcio Merçon                  | ARENA   | 7.768   | 2,17%      | Muniz Freire            | Espírito Santo     |
| 11505  | José Luiz Cláudio Corrêa      | ARENA   | 7.542   | 2,11%      | Alfredo Chaves          | Espírito Santo     |
| 11117  | Délio Romeu Queiroz           | ARENA   | 7.421   | 2,08%      | São Mateus              | Espírito Santo     |
| 11597  | Edson Machado                 | ARENA   | 7.197   | 2,01%      | Caratinga               | Minas Gerais       |
| 11572  | Clóvis de Barros              | ARENA   | 6.925   | 1,94%      | Cachoeiro de Itapemirim | Espírito Santo     |
| 11495  | Dylio Penedo                  | ARENA   | 6.699   | 1,87%      | Cachoeiro de Itapemirim | Espírito Santo     |
| 15455  | Délio Rodrigues Correa        | MDB     | 6.214   | 1,74%      | Vitória                 | Espírito Santo     |
| 15253  | Clério Vieira Falcão          | MDB     | 6.212   | 1,74%      | Vitória                 | Espírito Santo     |
| 11965  | Paulo Barros                  | ARENA   | 6.158   | 1,72%      | Alegre                  | Espírito Santo     |
| 11101  | Walter de Prá                 | ARENA   | 6.100   | 1,70%      | Cachoeiro de Itapemirim | Espírito Santo     |
| 11753  | Dercílio Gomes de Albuquerque | ARENA   | 5.899   | 1,65%      | Cachoeiro de Itapemirim | Espírito Santo     |
| 15105  | José Teixeira Guimarães       | MDB     | 5.491   | 1,53%      | Santa Bárbara           | Minas Gerais       |
| 15347  | Carlos Alberto Cunha          | MDB     | 5.037   | 1,41%      | Vitória                 | Espírito Santo     |
| 15964  | Luiz Batista                  | MDB     | 5.026   | 1,40%      | Ibiraçu                 | Espírito Santo     |